# Riverstown
Riverstown, històricament anomenada Ballyederdaowen (en gaèlic irlandès Baile idir dhá Abhainn o 'ciutat entre dos rius') és una vila d'Irlanda, al comtat de Sligo, a la província de Connacht. Es troba en un punt de pont del riu Unshin (Arrow), uns 19 quilòmetres (12 milles) al sud de la ciutat de Sligo i a 4 km a l'est de la carretera N4.
Entre els edificis més destacats hi la caserna de la Garda, les esglésies catòlica i protestant, la casa Cooperill i l'oficina de correus. Cada any, el poble se celebra el Festival de Música Tradicional James Morrison a l'agost i el Festival Riverstown Vintage al juny.
El 2002 Riverstown i l'Associació de Desenvolupament de la Comunitat de Brookeborough van posar en marxa la Iniciativa Transfronterera Riverbrooke que uneix els dos pobles en un programa de d'intercanvi transfronterer.

## Personatges
- Ambrosio O'Higgins, primer marquès d'Osorno, Virrei del Perú, fou un militar espanyol i administrador colonial a Xile i el Perú de 1788 a 1801. En realitat es deia Ambrose O'Higgins i era de Ballynary, als marges del Lough Arrow, a mig camí entre Riverstown i Ballinafad. El seu fill, Bernardo O'Higgins, fou el comandant de les tropes xilenes contra l'Imperi Espanyol en la Guerra de la independència de Xile. També va servir com a Dictador Suprem de Xile (President efectiu en termes actual) de 1817 a 1823.
- Riverstown també és la llar del mig d'obertura del Munster Rugby i de la selecció irlandesa Ronan O'Gara, l'avi del qual procedia del llogaret.
- Patrick T. Hynes, reconegut expert en lleis i costums de la construcció d'Amèrica i Irlanda, va néixer a Riverstown.
- El mestre musical Michael Bowles va néixer a Riverstown en 1909. Es va unir a l'Escola Militar de Música el 1932 i va obtenir el grau Mus.B a l'University College, Dublin en 1936. Fou director sota el Coronel Fritz Brasé i es va unir a Radio Éireann com a director de l'Orquestra Simfònica Nacional de RTÉ en 1941. En 1942 deixà l'exèrcit i esdevingué el primer director de música permanent de Radio Éireann. Sovint fou director convidat de l'orquestra de la BBC. En 1948, va esdevenir director de l'Orquestra Nacional de Nova Zelanda. Es va mudar als EUA el 1954 per ocupar una càtedra a la Universitat d'Indiana. Va tornar a Irlanda el 1970 i va posar un petit negoci a Cork. Tot i que només va passar uns dels seus primers anys a Riverstown va tornar regularment a la casa on va néixer, al seu retorn a Irlanda. La seva última visita a Riverstown fou el 1997 un any abans de morir.

## Galeria d'imatges

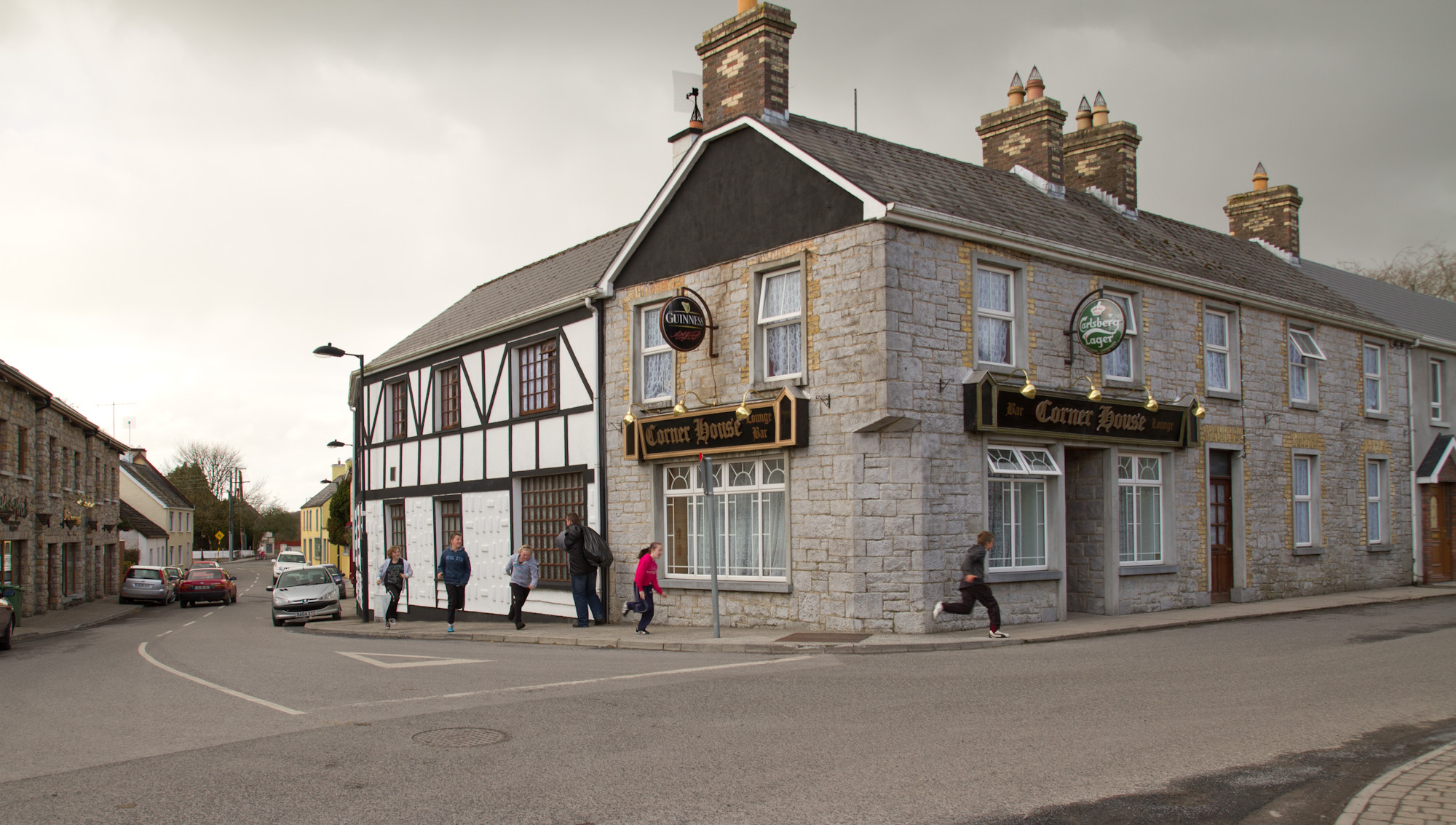
Cantonada de Riverstown.
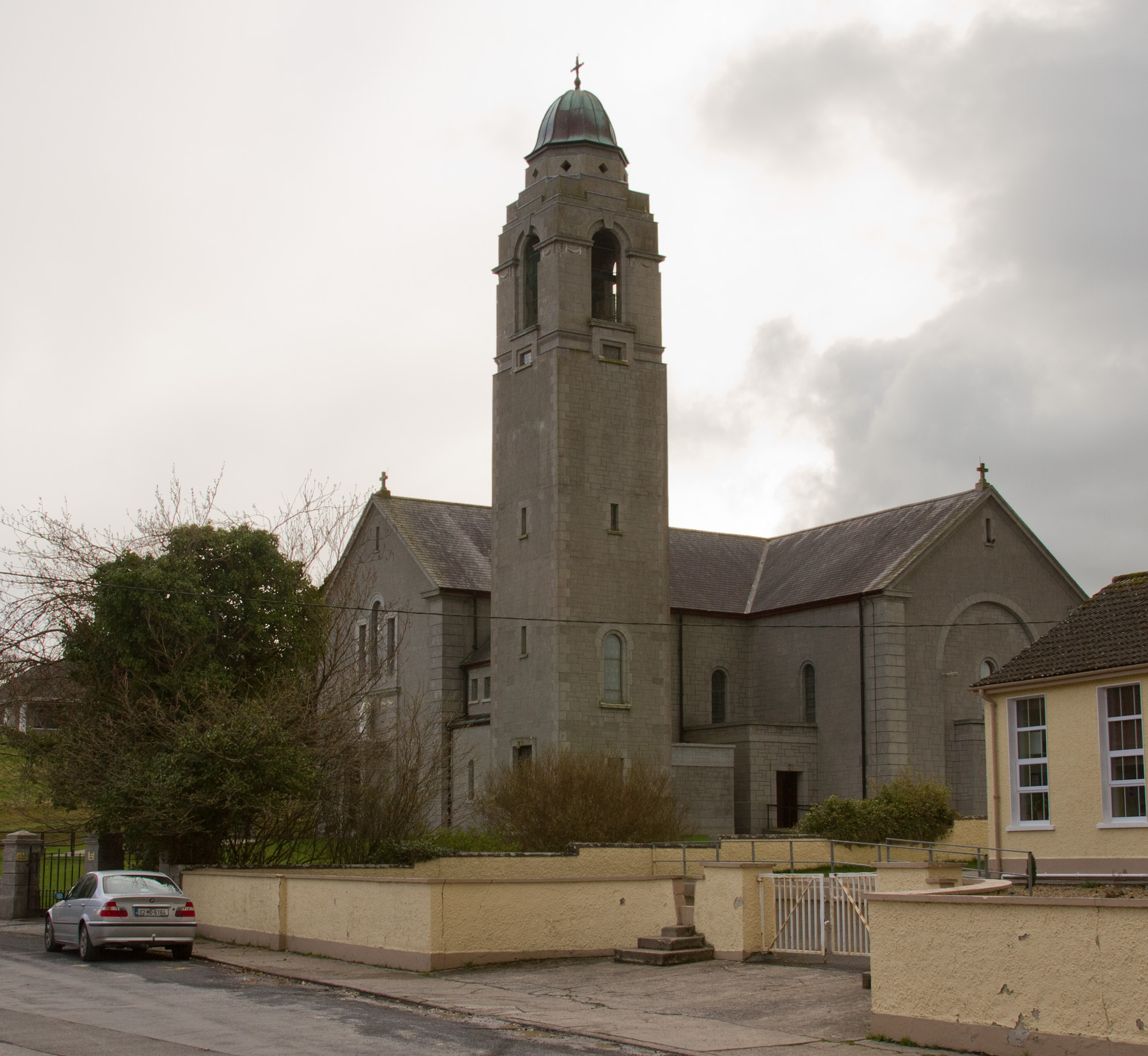
Església catòlica de Riverstown.
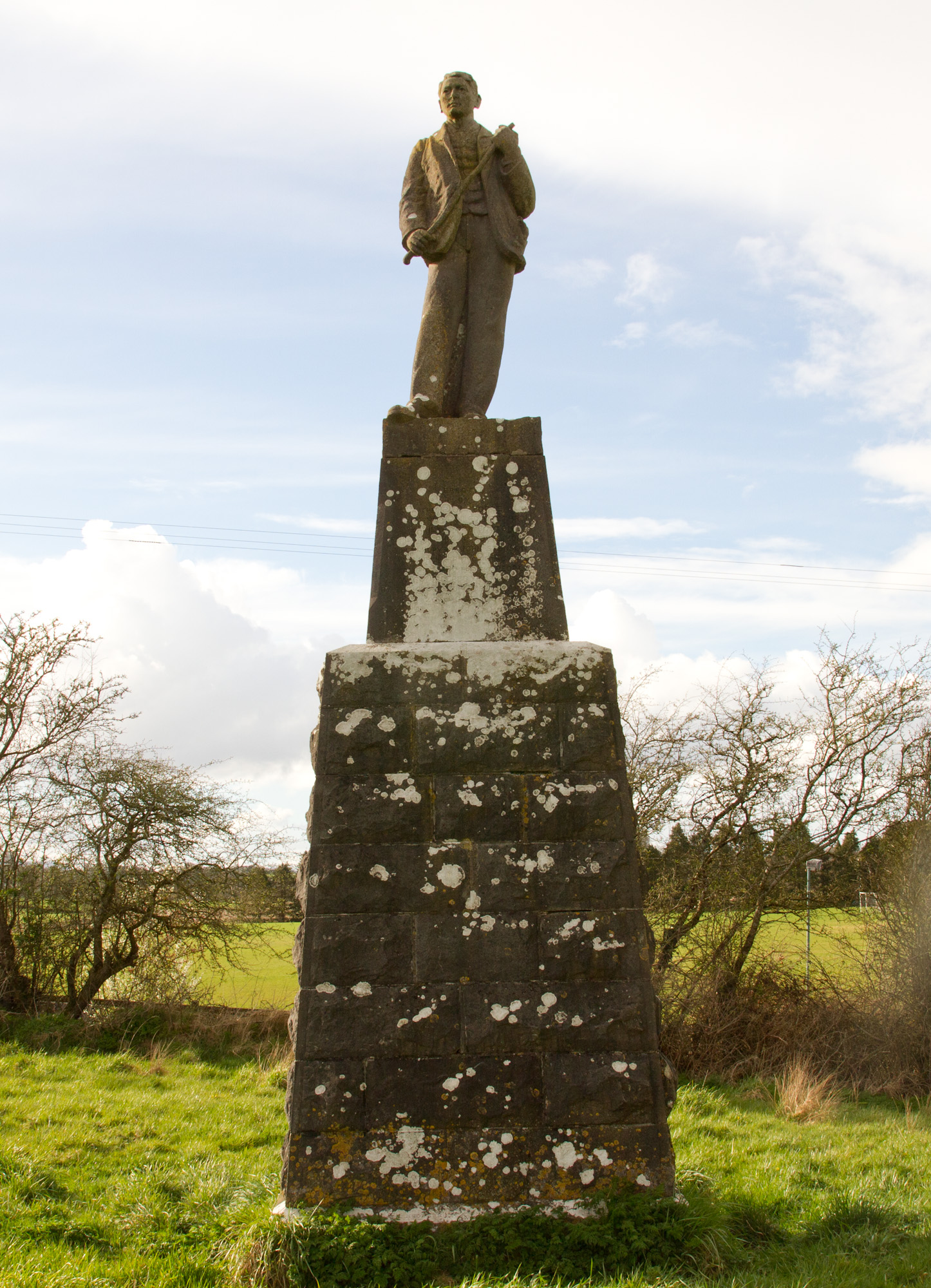
John Stenson memorial a Riverstown.
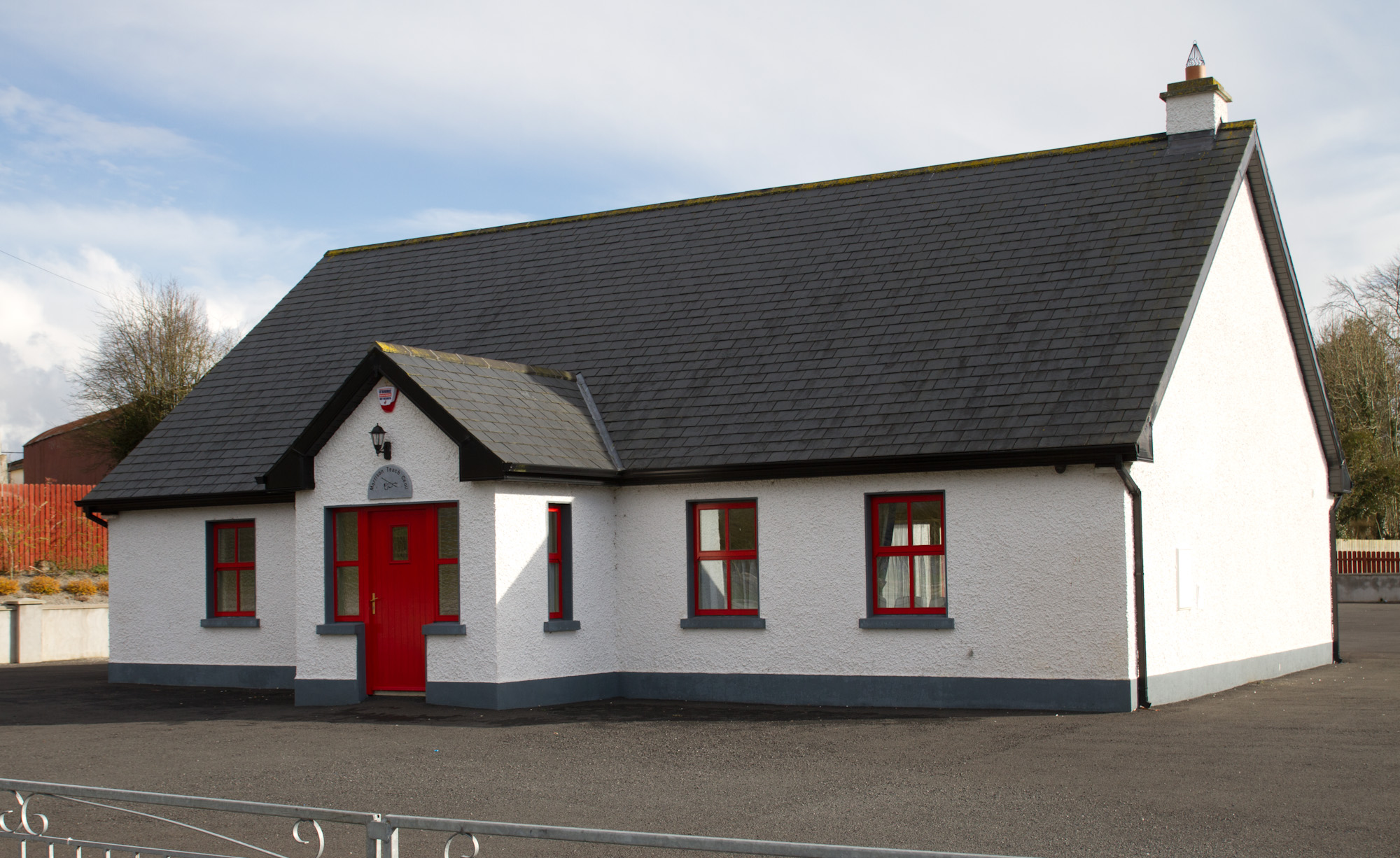
The James Morrison Teach Cheoil o Morrison Cottage.
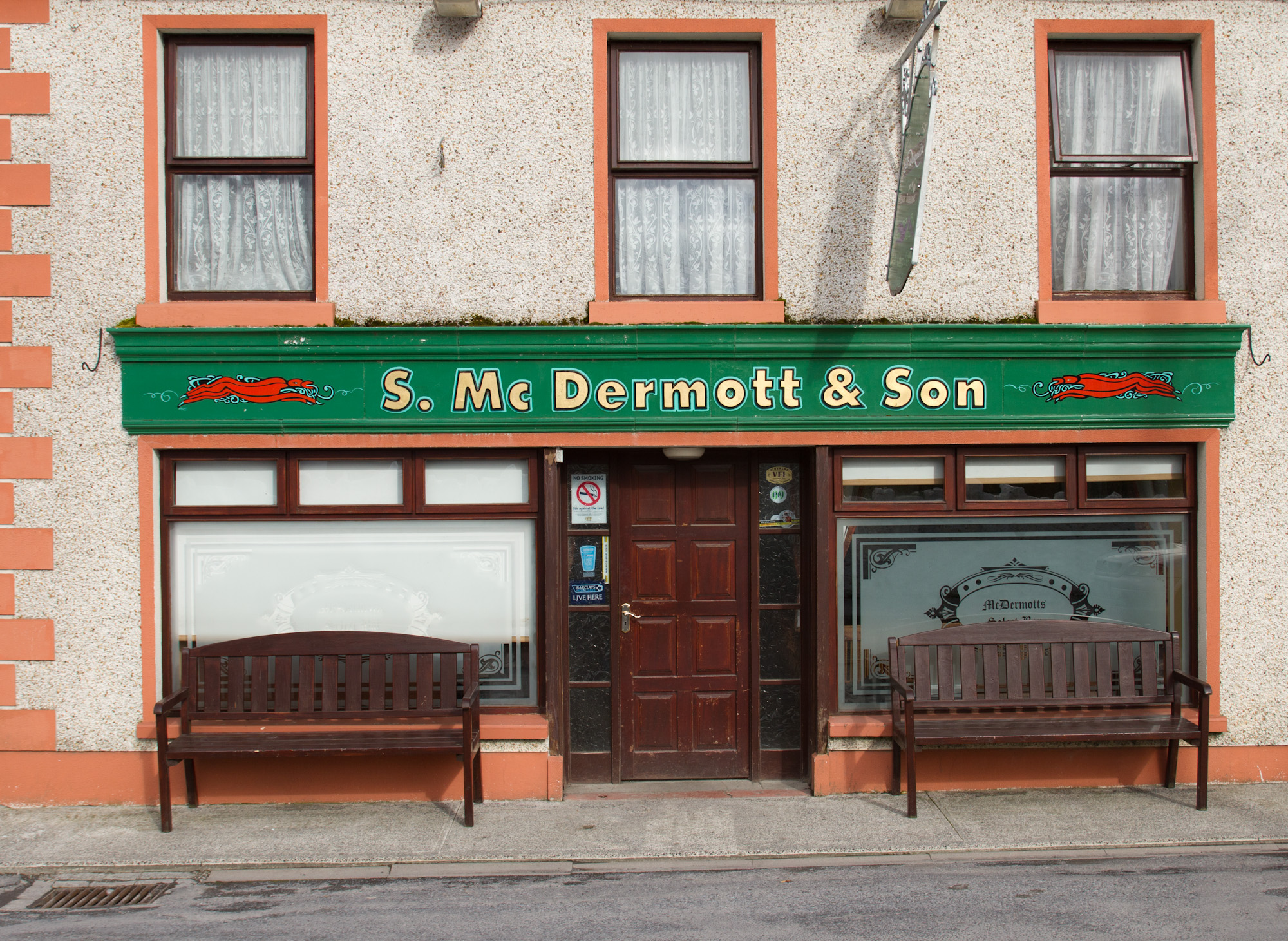
Tenda de Riverstown.
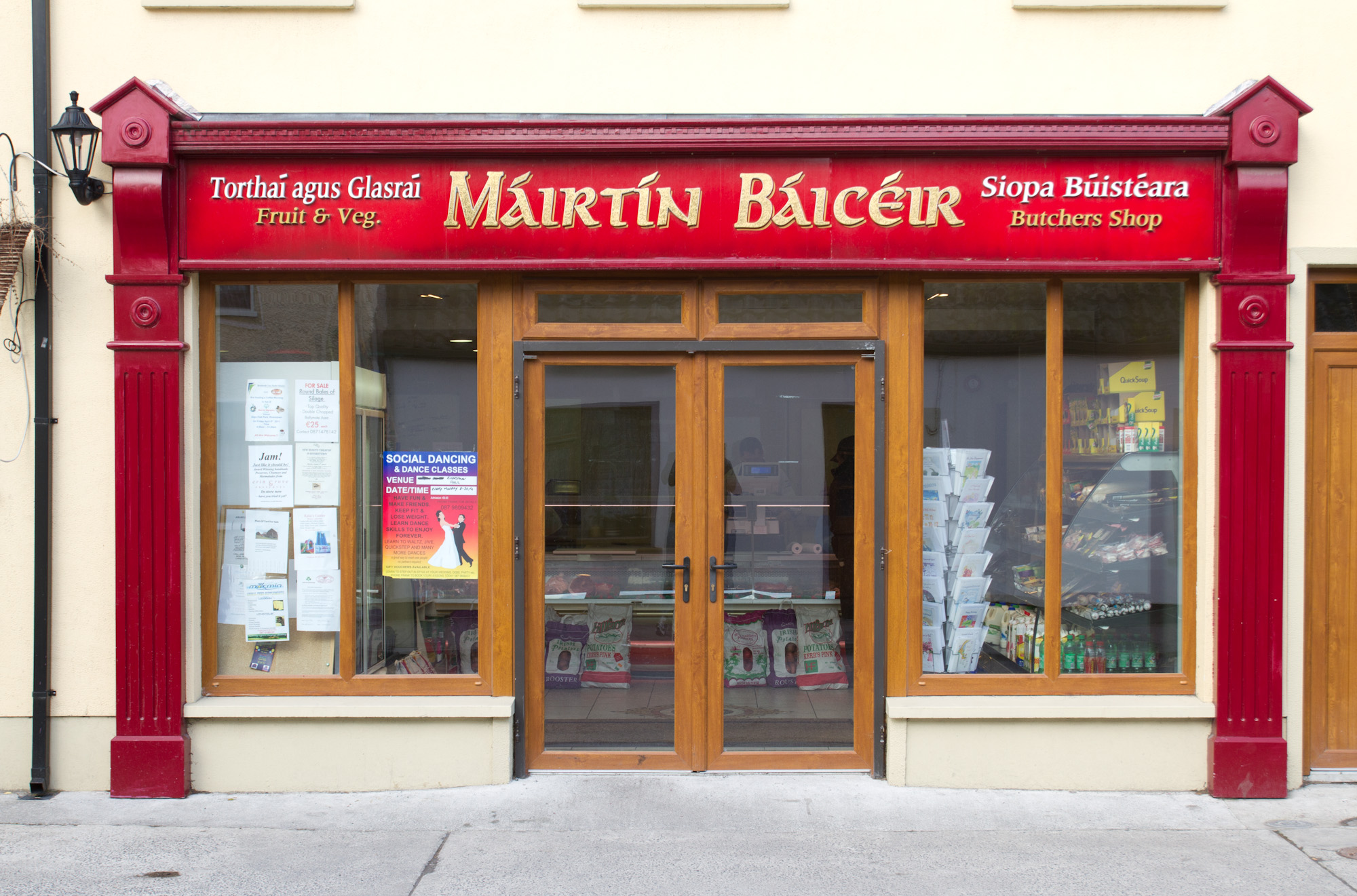
Tenda de Riverstowt.
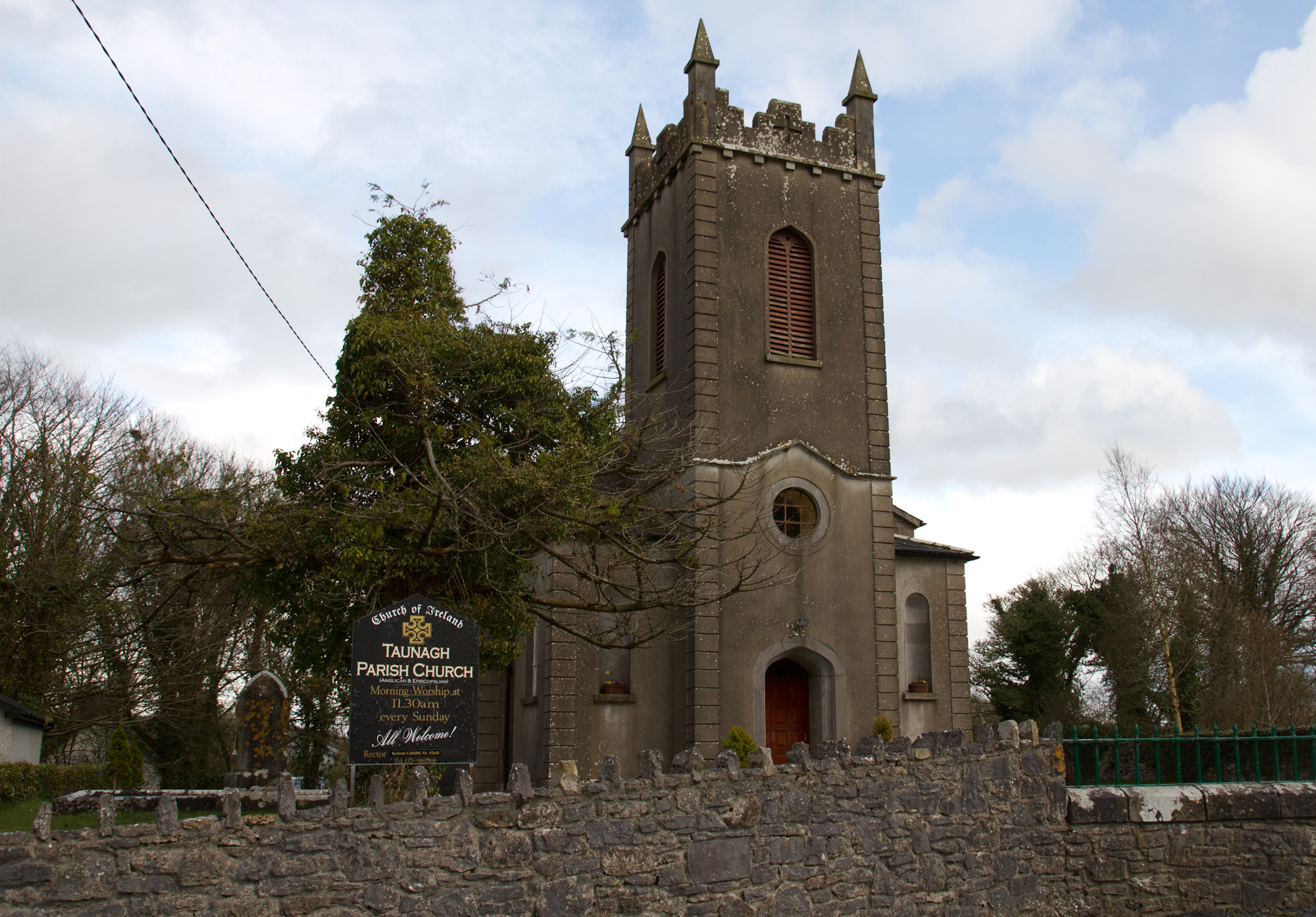
Església d'Irlanda de Riverstown
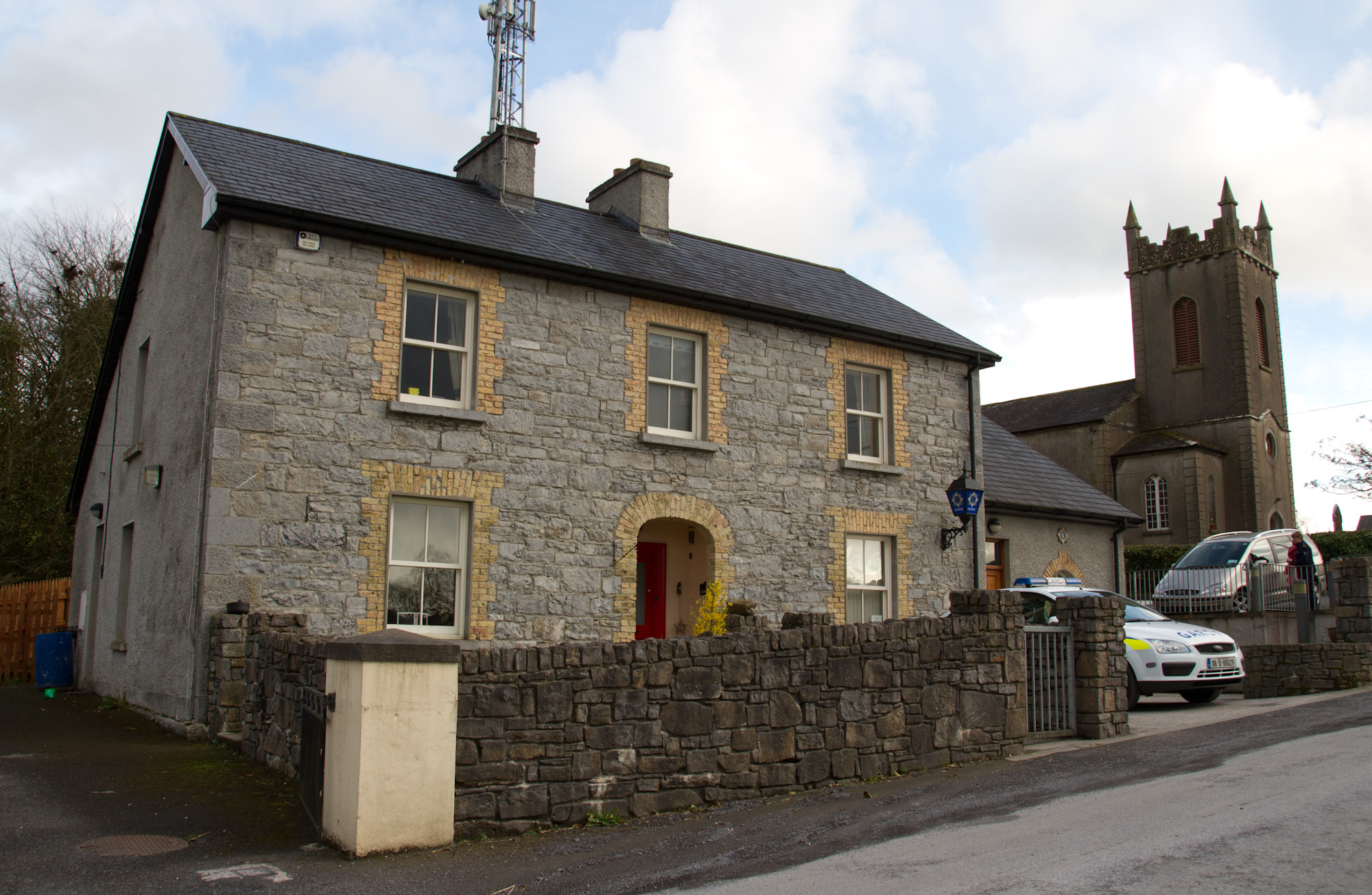
Caserna dels Garda a Riverstown.
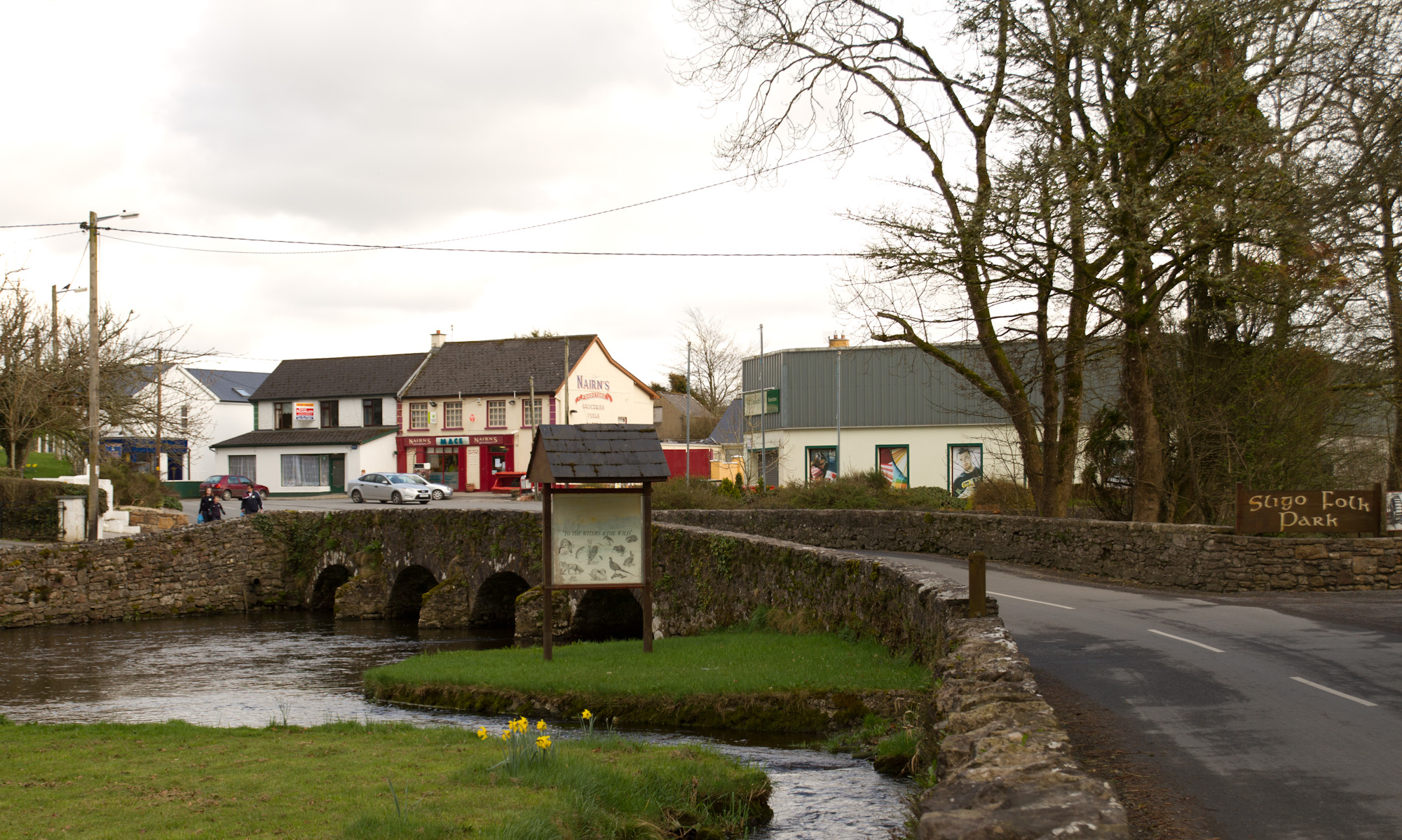
Vista de Riverstown.
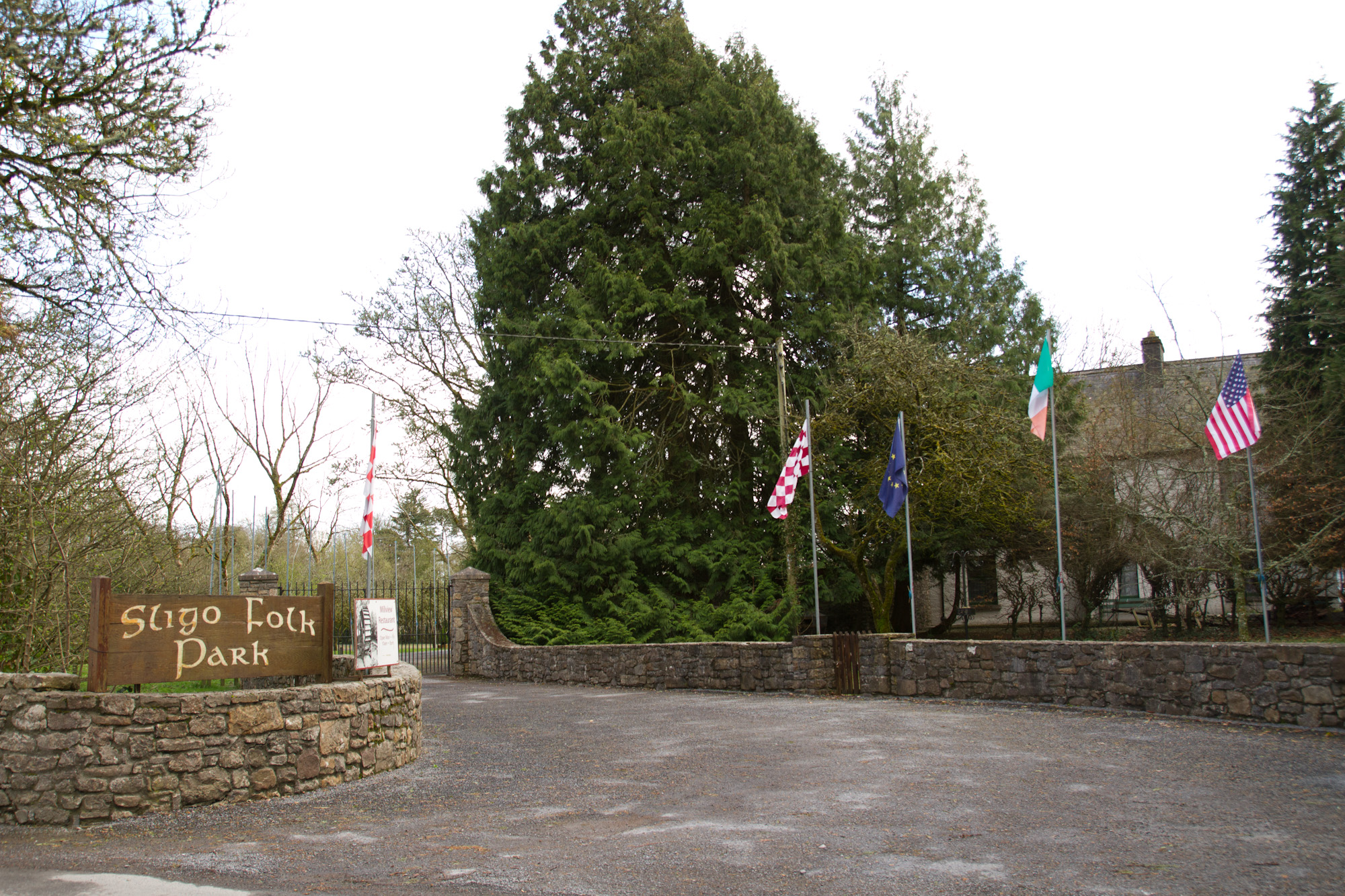
Entranda al parc popular de Sligo.
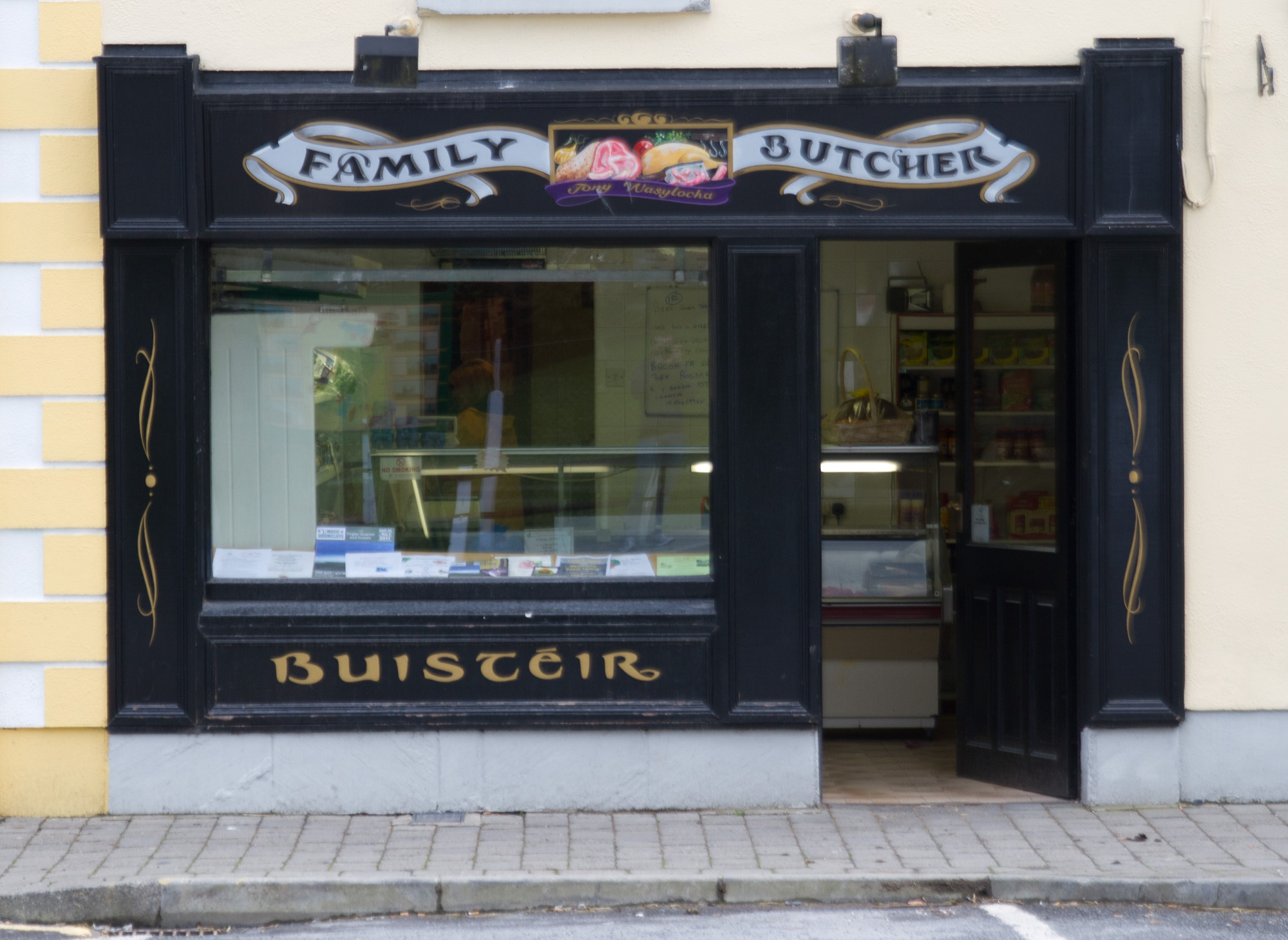
Tenda de Riverstown.
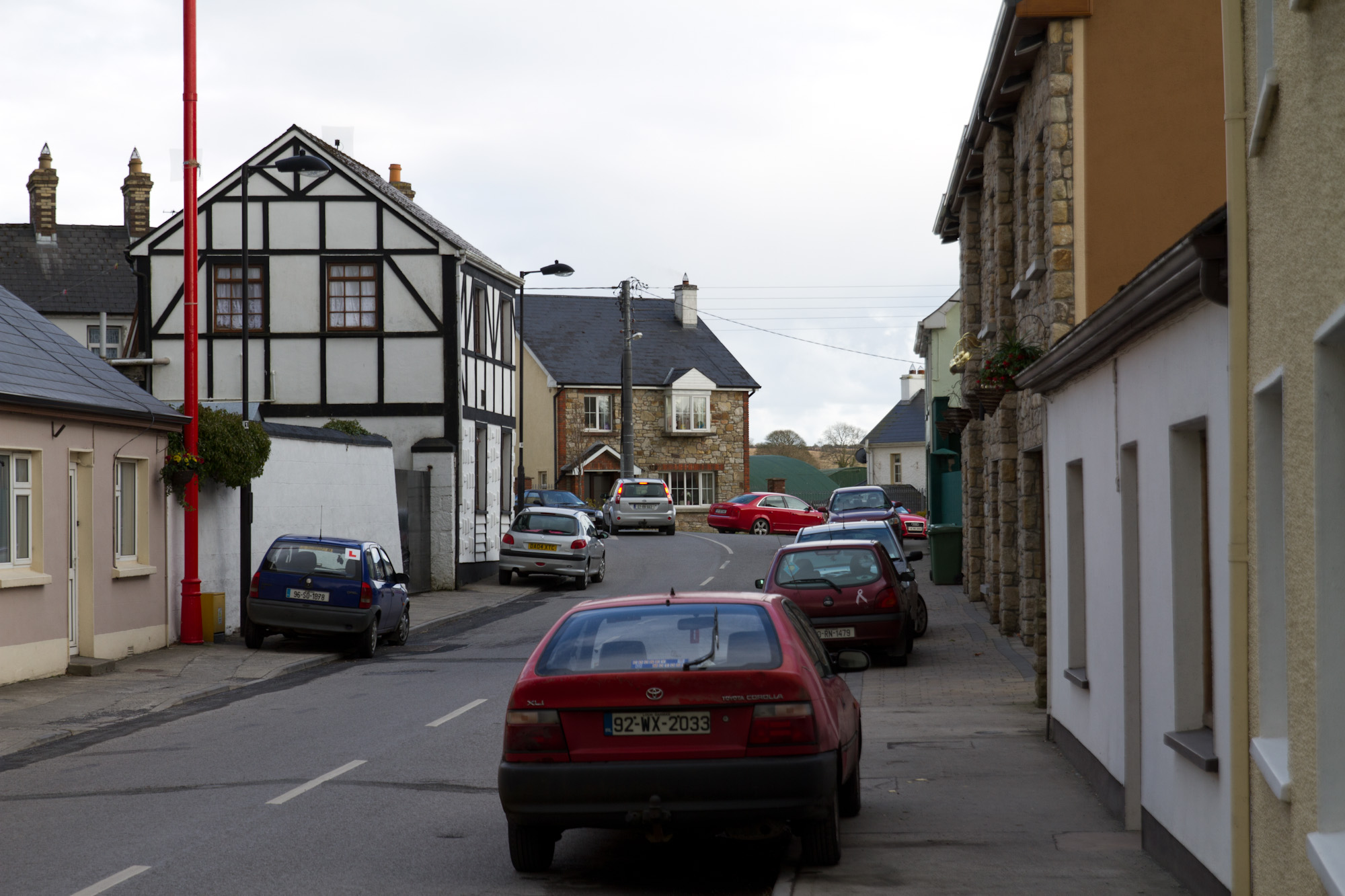
Carrer de Riverstown.
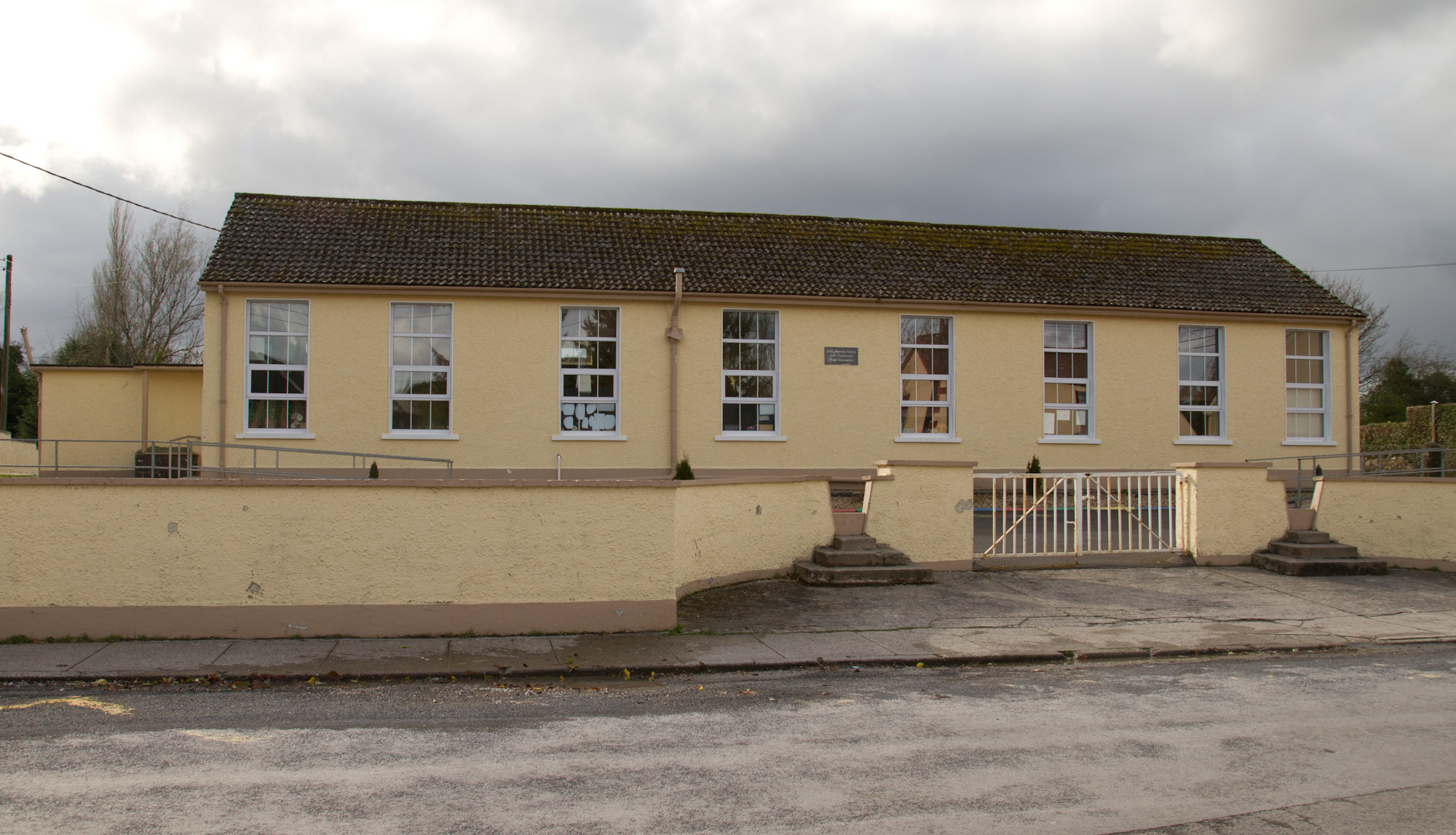
Escola nacional de Riverstown.